# بربوگه
البربوگة، قرية عربية، تبعد نحو 20 کیلو متر عن مدينة الأهواز.
تقع علی حافه الطریق الرئیسی بین مدینه الاهواز و معشور یبلغ عدد سکانها 200 یعمل معظمهم بتربیه المواشی وزراعه القمح. یعود نسب اهلها الی قبیله ابریهه العربیة ویقال لهم البکعان أو البگعان ویقال ان جدهم الاکبر اکل السمک وشرب اللبن فتحول فاصابه مرض تحول اثره لون بشرته الی بقع حمراء وسوداء ولذلک سمی أبناءه بالبقعان.
من أهم شخصیاتها، الشاعر الشعبی امسلم البگعانی الذی کان معاصرا للشیخ خزعل الکعبی وله اشعار ذات معانی اجتماعیه وبلاغه وجمال شعری خاص.